# Making a Fire
Making a Fire è un singolo del gruppo musicale statunitense Foo Fighters, pubblicato l'8 giugno 2021 come quinto estratto dal decimo album in studio Medicine at Midnight.
Il brano ha vinto il Grammy Award alla miglior interpretazione rock alla 64ª edizione dei Grammy Award.

## Promozione
Ancora prima della sua pubblicazione come singolo, il 1º febbraio i Foo Fighters hanno reso disponibile per l'ascolto un'anteprima del brano attraverso Twitter. L'11 febbraio il gruppo ha pubblicato attraverso il proprio canale YouTube un'esibizione dal vivo di Making a Fire registrata presso gli Studio 606 di proprietà di Grohl. A una settimana di distanza dalla pubblicazione di Medicine at Midnight, il brano ha fatto il suo ingresso al 52º posto della Official Singles Chart britannica, risultando inoltre il singolo rock più venduto della settimana.
L'8 giugno il brano è stato pubblicato come singolo esclusivamente per le radio alternative e rock statunitensi. Il 25 dello stesso mese è uscita una nuova versione realizzata dal produttore britannico Mark Ronson e che ha visto la partecipazione di vari artisti come gli Antibalas, la Budos Band, i Dap-Kings e la Tedeschi Trucks Band, oltre alla figlia di Dave Grohl, Violet.

## Tracce
Download digitale
1. Making a Fire (Mark Ronson Re-Version) – 4:30

7" – Making a Fire/Chasing Birds
- Lato A

1. Making a Fire (Mark Ronson Re-Version) – 4:30

- Lato B

1. Chasing Birds (Preservation Hall Jazz Band Re-Version) – 3:38

## Formazione
Gruppo
- Dave Grohl – voce, chitarra
- Taylor Hawkins – batteria
- Nate Mendel – basso
- Chris Shiflett – chitarra
- Pat Smear – chitarra
- Rami Jaffee – tastiera

Altri musicisti
- Barbara Gruska – cori
- Samatha Sidley – cori
- Laura Mace – cori
- Inara George – cori
- Violet Grohl – cori
- Omar Hakim – percussioni

Produzione
- Greg Kurstin – produzione
- Foo Fighters – produzione
- Alex Pasco – assistenza tecnica
- Darrell Thorp – ingegneria del suono
- Mark "Spike" Stent – missaggio
- Matt Wolach – assistenza al missaggio
- Randy Merrill – mastering

## Classifiche
| Classifica (2021)                | Posizione massima |
| -------------------------------- | ----------------- |
| Canada (rock)                    | 1                 |
| Irlanda                          | 85                |
| Regno Unito                      | 52                |
| Regno Unito (rock & metal)       | 1                 |
| Stati Uniti (alternative)        | 6                 |
| Stati Uniti (hard rock)          | 2                 |
| Stati Uniti (mainstream rock)    | 1                 |
| Stati Uniti (rock & alternative) | 30                |

## Date di pubblicazione
| Paese                 | Data di pubblicazione | Formato                      |
| --------------------- | --------------------- | ---------------------------- |
| Stati Uniti d'America | 8 giugno 2021         | Airplay                      |
| Mondo                 | 25 giugno 2021        | Download digitale, streaming |
| Italia                | 9 luglio 2021         | Airplay                      |
| Mondo                 | 23 aprile 2022        | 7"                           |